# Tetrapoli attica
La tetrapoli (in greco antico: Τετράπολις?) era un agglomerato urbano posto nella parte nord-orientale dell'Attica.
Secondo Strabone la tetrapoli era stata fondata da Xuto; era formata dai demi di Probalinto, Enoe, Maratona e Tricorinto. Strabone, citando Filocoro, afferma anche che la tetrapoli era una delle dodici città fondate in Attica dal mitico re di Atene Cecrope e che in seguito Teseo aveva unito nella città di Atene.
Le città di Caristo, Styra e Marmari, situate in Eubea, erano state popolate da coloni provenienti dalla tetrapoli e dal demo di Stiria; altri coloni della tetrapoli si stabilirono coi Cari ad Epidauro in Argolide dopo l'arrivo dei Dori.
Secondo Stefano di Bisanzio era chiamata Huttenia dai Pelasgi.